# Sofiane Bendebka
Sofiane Bendebka (El Magharia, 9 de agosto de 1992) é um futebolista profissional argelino que atua como meia, atualmente defende o Al-Fateh.

## Carreira

### Rio 2016
Sofiane Bendebka fez parte do elenco da Seleção Argelina de Futebol nas Olimpíadas de 2016.